# Francesco Basoli
Francesco Basoli (Castel Guelfo di Bologna, 1790 – Bologna, 1870) è stato un incisore e pittore italiano.

## Biografia
Nel 1805 si trasferì a Bologna per seguire le orme dei fratelli Antonio e Luigi, iscrivendosi ai corsi accademici e ricevendo cospicui premi e segnalazioni. Con Luigi si impegnò nello stampare le idee del più noto Antonio. I tre fratelli collaborarono alla realizzazione di due scene ed un sipario a Macerata. Nel 1810 Francesco espose un ritratto di Gio. Pietro Zanotti, e una copia di un puttino a olio presso l'Accademia di belle arti di Bologna, mentre alla Certosa realizzò i dipinti di Margherita Laderchi, Carlo Rusconi e Andrea Pesci.
Insieme ai fratelli partecipò alle riunioni del circolo Accademia della Pace, frequentate anche da Pelagio Palagi e Felice Giani. Venne nominato tra i soci onorari della Pontificia Accademia di Belle Arti di Bologna nel 1842, alla quale poi cedette i manoscritti e i disegni di Antonio. Morì nel 1870 ed è sepolto nella Certosa bolognese insieme ai fratelli.

## Galleria d'immagini

Monumenti funebri nella Certosa di Bologna
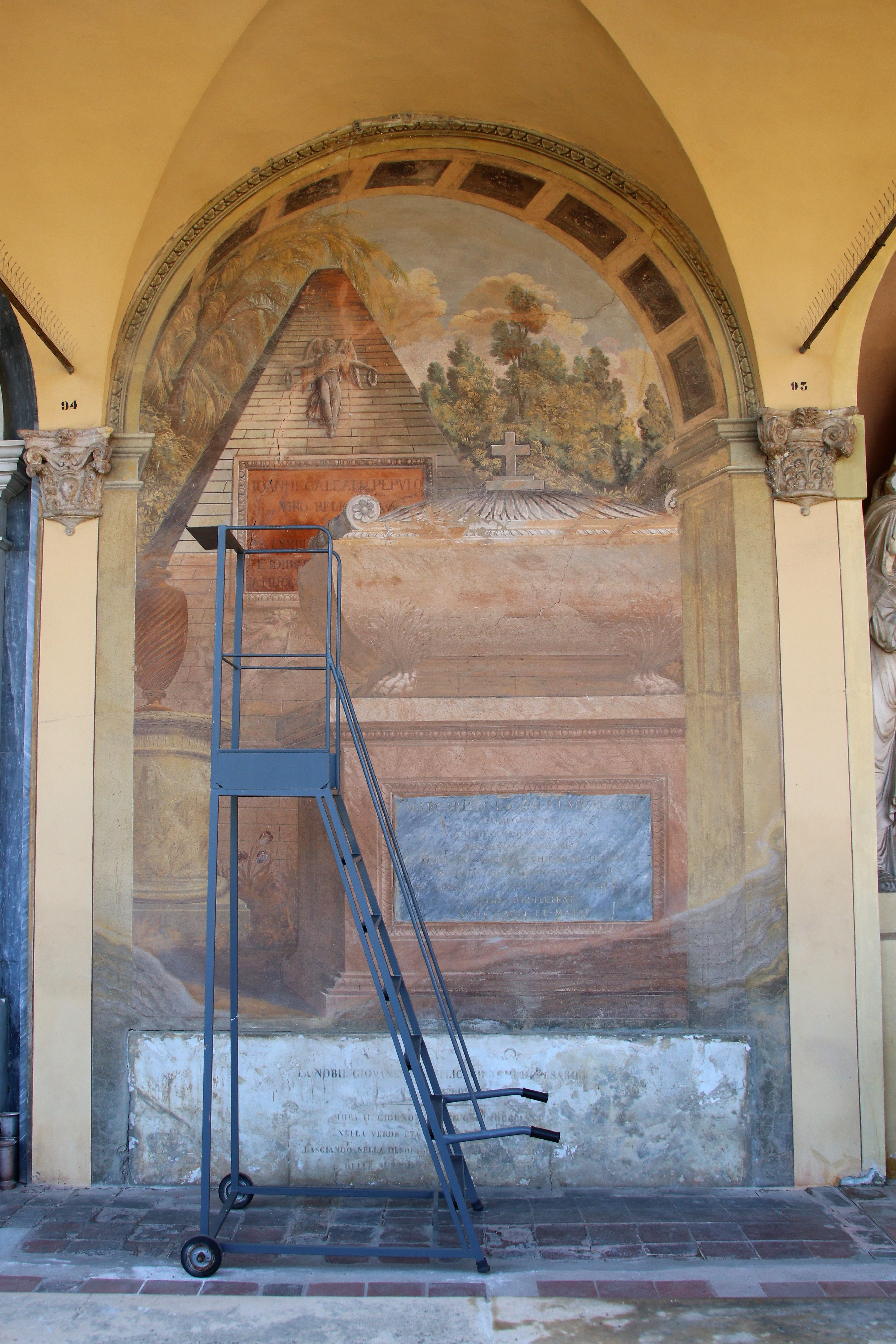
Monumento Laderchi Pepoli
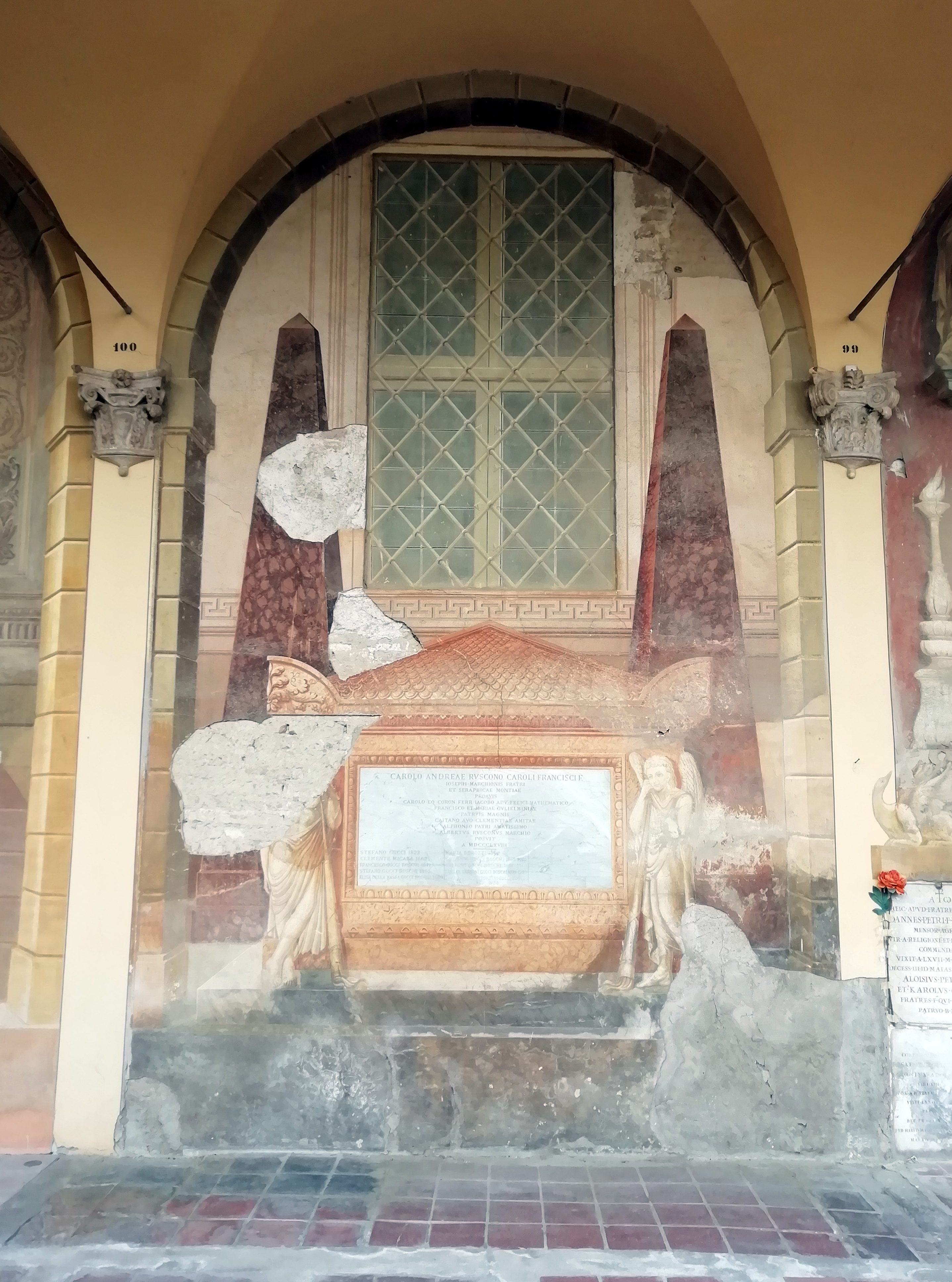
Monumento a Carlo Andrea Rusconi